# Düsseldorf Grand Prix 1970
Il Düsseldorf Grand Prix 1970 è stato un torneo di tennis giocato sulla terra rossa. È stata la 2ª edizione del Düsseldorf Grand Prix, che fa parte del Pepsi-Cola Grand Prix 1970. Si è giocato a Düsseldorf in Germania, dal 6 al 12 luglio 1970.

## Campioni

### Singolare
Wilhelm Bungert ha battuto in finale  Christian Kuhnke con il punteggio di 6–3, 6–0, 6–4

### Doppio
- Informazione non disponibile